# Galene hawaiiensis
Galene hawaiiensis är en kräftdjursart som beskrevs av James Dwight Dana 1852. Galene hawaiiensis ingår i släktet Galene och familjen Xanthidae. Inga underarter finns listade i Catalogue of Life.